# 土曜天国 ぴかラジ
『土曜天国 ぴかラジ』（どようてんごく ぴかラジ）は、CBCラジオ（中部日本放送）で2008年4月5日から2012年3月24日まで放送されたワイド番組。

## 概要
前番組『土曜天国SUPER』・『カトレヤミュージック』・『若狭敬一のドラゴンズワールドウィークエンドスペシャル』を統合する形で2008年4月5日開始。人気パーソナリティー戸井康成を中心に土曜の午後を「ぴかっと明るく」演出する。2010年3月までは5時間半の放送だったが、同年4月から、『中野浩一のフリートーク』の独立番組化と、『ホップステップさわともひろ!』の放送開始で1時間15分短縮され、さらに2012年1月7日から『キラママcafe』の放送開始に伴い30分短縮された。
放送開始当初は戸井・神尾純子・福田知鶴の3人が出演していたが、神尾が社内人事異動で2009年2月末で降板。3月は福田が代理パーソナリティーを務め、4月から神尾に代わり、加藤由香が加わった。
なお、中日ドラゴンズ戦のデーゲーム中継『CBCドラゴンズサタデー』がある週は時間短縮となる。
2012年3月24日で放送終了し、後番組として『ザ・土曜天国』が開始された。

## 出演者
- 戸井康成（タレント・名古屋タレントビューロー所属）
- 加藤由香（CBCアナウンサー、2009年4月4日から終了まで）
- 福田知鶴（下記「週刊ザッシー」担当。2009年3月は1か月間代理パーソナリティとしても出演）

### 過去の出演者
- 神尾純子（元CBCアナウンサー、開始から2009年2月28日まで。現・広報部長）

## コーナー
- キーワードソング
- 週刊ザッシー（雑誌拾い読み）… 福田が進行役となって、雑誌を紹介する。
- 神ワザ!ネターシャ王国 … 国王・トイ16世の出すお題に対する回答を大喜利形式で募集する投稿コーナー。採用者には記念品が贈られる。（提供、江崎グリコ 2段熟カレー。この縁で、当番組出演者も参加しての「2段熟カレー手売り対決」のイベントが毎年1、2度行われている。）
- おもひで美容院カットゆか … 思い出のエピソード（青春時代の思い出、懐かしのテレビ番組や物など）、リクエスト曲を募集。
- ゲストコーナー
- ぴかワン☆ランキング … 毎回1組のアーティストのベストソングをランキング形式で発表する。
- ぴかナビ（お便りコーナー）
- ラジオぴか市 … 番組おすすめのCDボックスを紹介（特別電話販売で購入可）。
- レボドラ東海3県ぴかっとGO!! … CBCラジオのレポートドライバーが東海3県の市町村に出向いてレポートする。
- おやつ大好き!スイーツ娘 … こちらもレポートドライバーの中継であるが、美味しいスイーツを扱う店からのレポートとなる。
- ピカリーノ・スタジアム … 野球ファンの戸井と、CBCスポーツアナウンサーが野球について徹底的に語り合う。一応、スポーツアナウンサーが交替で出演ということになっていたが、高田寛之が登場する機会が多かった。これは戸井・加藤も出演している「晩ドラ」（「CBCドラゴンズナイター」枠で野球中継がない時に不定期に放送される番組)に高田も出演しているためである。
- 競馬中継（15:45 - 15:55ごろ）現在は中京競馬場開催日のみ行われている。

## 内含するネット番組（いずれも過去）
- 中野浩一のフリートーク（16:45 - 17:00、ドラゴンズデーゲームが15時開始の週は21時台に移動）。
- ウィークエンドネットワーク（17:45 - 17:50、ドラゴンズデーゲームが15時開始の週、また13・14時開始の試合中継が17:40以降も延長となった場合はCMのみネット。2010年4月からは「ホップステップさわともひろ!」内にて放送）。
- パチンコ名曲アルバム（17:53 - 17:58、2009年ナイターオフのみ）。

## その他
- 土曜日の午前中に放送される「土曜ワイド 広瀬隆のラジオでいこう!」のエンディングには戸井が生出演して、当日の当番組の放送内容の紹介を行っていた。
- また、この縁もあり「ネターシャ王国」のスポンサーであった江崎グリコ・2段熟カレーの手売り対決の際には当番組と「ラジオでいこう!」チームの対決が恒例となっていた。